# Bolbitis annamensis
Bolbitis annamensis là một loài thực vật có mạch trong họ Lomariopsidaceae. Loài này được Tardieu & C. Chr. mô tả khoa học đầu tiên năm 1938.